# Зофібур
Зофібур (пол. Zofibór) — село в Польщі, у гміні Войцешкув Луківського повіту Люблінського воєводства.
У 1975-1998 роках село належало до Седлецького воєводства.